# Parc national naturel de Tinigua
Le parc national naturel de Tinigua est un parc national situé dans le département de Meta, en Colombie.